# سرخ‌نرادها
سرخ‌نرادها (نام علمی: Pseudotsuga) نام یک سرده از تیره کاجیان است.